# Eugenia madagascariensis
Eugenia madagascariensis là một loài thực vật có hoa trong Họ Đào kim nương. Loài này được (H.Perrier) A.J.Scott mô tả khoa học đầu tiên năm 1980.